# Limosina subinerea
Limosina subinerea är en tvåvingeart som först beskrevs av Gaspard Auguste Brullé 1833.  Limosina subinerea ingår i släktet Limosina och familjen hoppflugor.
Artens utbredningsområde är Grekland. Inga underarter finns listade i Catalogue of Life.